# Quedgeley
Quedgeley är en ort och civil parish  i Storbritannien.   Den ligger i grevskapet Gloucestershire och riksdelen England, i den södra delen av landet, 150 km väster om huvudstaden London. Quedgeley ligger 17 meter över havet och antalet invånare är 17 519.
Terrängen runt Quedgeley är platt åt nordväst, men åt sydost är den kuperad. Runt Quedgeley är det ganska tätbefolkat, med 230 invånare per kvadratkilometer. Närmaste större samhälle är Gloucester, 5,2 km nordost om Quedgeley. Trakten runt Quedgeley består till största delen av jordbruksmark.